# Fleinhausen
Fleinhausen è una frazione del comune di Dinkelscherben, nella parte occidentale del distretto bavarese di Augusta, in Germania.
Ebbe il dubbio onore di aver dato i natali a Julius Streicher, importante membro del partito nazista prima della seconda guerra mondiale, fondatore ed editore del settimanale antisemita Der Stürmer fino alla sua esecuzione per crimini contro l'umanità a Norimberga il 16 ottobre 1946.

## Geografia
Fleinhausen, posto nel distretto occidentale di Augusta nel Reischenau (la parte centrale del parco naturalistico Naturparks Augsburg-Westliche Wälder) si trova sulla sponda occidentale del fiume Zusam. Il paese si trova a circa 3,7 km a nord-ovest di Dinkelscherben. Insieme al vicino villaggio di Grünenbaindt e al più remoto Elmischwangmühle, è abitato da circa 360 abitanti. Elmischwang non deve essere confuso con l'omonima frazione nel distretto di Wollmetshofen, che dista 12 chilometri.

## Storia

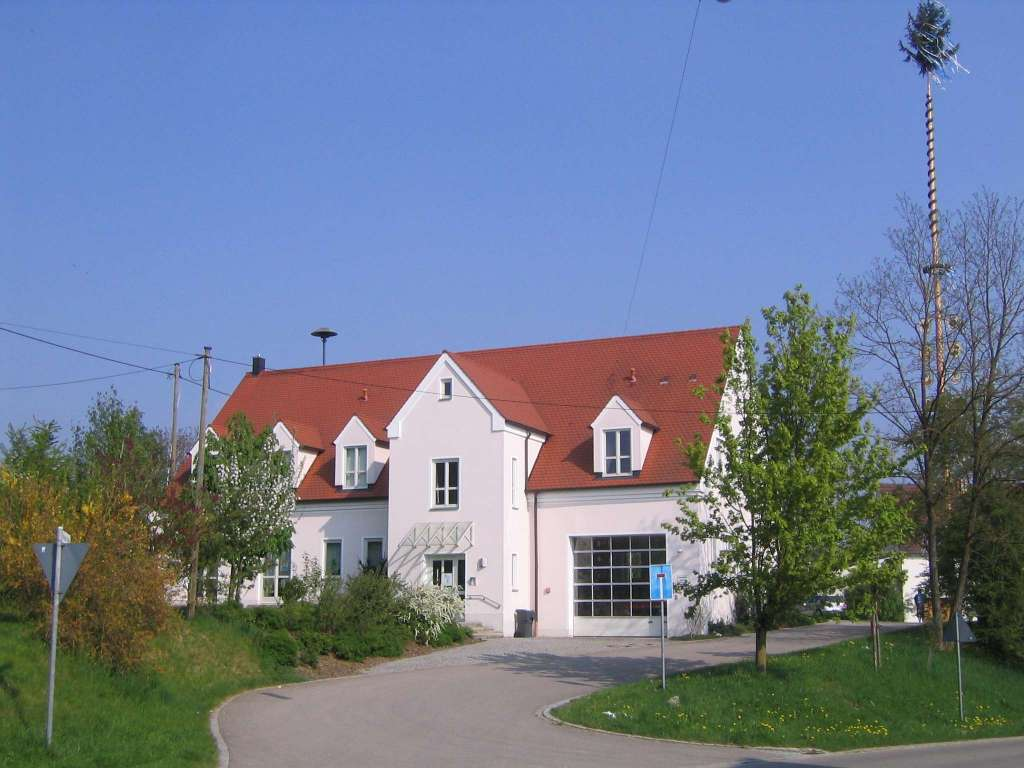
Una clubhouse locale.

Le origini del centro abitato di Fleinhausen risalgono all'VIII secolo, nel 1304 furono fondati anche un tribunale e un ufficio doganale. Fleinhausen si trovava sulla strada militare e commerciale Augusta-Ulm, che nel Medioevo correva da Biburg passando per Rommelsried, Agawang e Lindach a Fleinhausen e da lì via Grünenbaindt attraverso la foresta fino a Freihalden e poi a Jettingen e Günzburg.
Nel XII secolo la cattedrale di Augusta, comprendente nel suo territorio villaggi come Fleinhausen, era piuttosto ricca. Papa Celestino II confermò questa proprietà in un documento del 26 novembre 1143. In questo documento viene menzionato per la prima volta anche il nome del villaggio, “Flinhusen”, il cui significato è “casa su un terreno alluvionale”. Fleinhausen fu successivamente assegnata da Augusta all'ufficio della curia di Dinkelscherben, perdendo così la sua posizione centrale.
Durante la guerra dei contadini tedeschi, il 2 aprile 1525 25 abitanti di Fleinhauser presero d'assalto il monastero e la chiesa di Wettenhausen con i contadini ribelli di Reischenau e quelli di Jettinger. L'oste e cameriere Melchior Kontzmaier di Fleinhausen, sebbene fosse stato graziato dal governo federale, fu comunque condannato a morte il 14 ottobre 1525 e giustiziato nel castello di Zusameck. Durante la Guerra dei trent'anni il luogo venne saccheggiato più volte. Ci furono cattivi raccolti, carestie, inondazioni e, nel 1628, la peste. Le truppe di passaggio saccheggiarono anche nel 1702/1703 e nel 1800.
Le prime tubature dell'acqua vennero costruite nel 1901. Nel 1905 fu istituito un ufficio postale. Nel periodo successivo club e varie cooperative locali si fusero. La città dispone di energia elettrica e luce già dal 1911.
Il 1 maggio 1978 la comunità precedentemente indipendente fu incorporata nel territorio di Dinkelscherben.
Finora il luogo ha mantenuto il suo caratteristico paesaggio rurale. Qui hanno sede solo una club house, una segheria, il mulino Elmischwang, un'agenzia di viaggi, un negozio di impianti elettrici, una clinica per cavalli con maneggio e un rivenditore di automobili.
Per quanto riguarda i club, Fleinhausen dispone di 30 vigili del fuoco volontari e di un club di tiro con l'arco.

## La chiesa

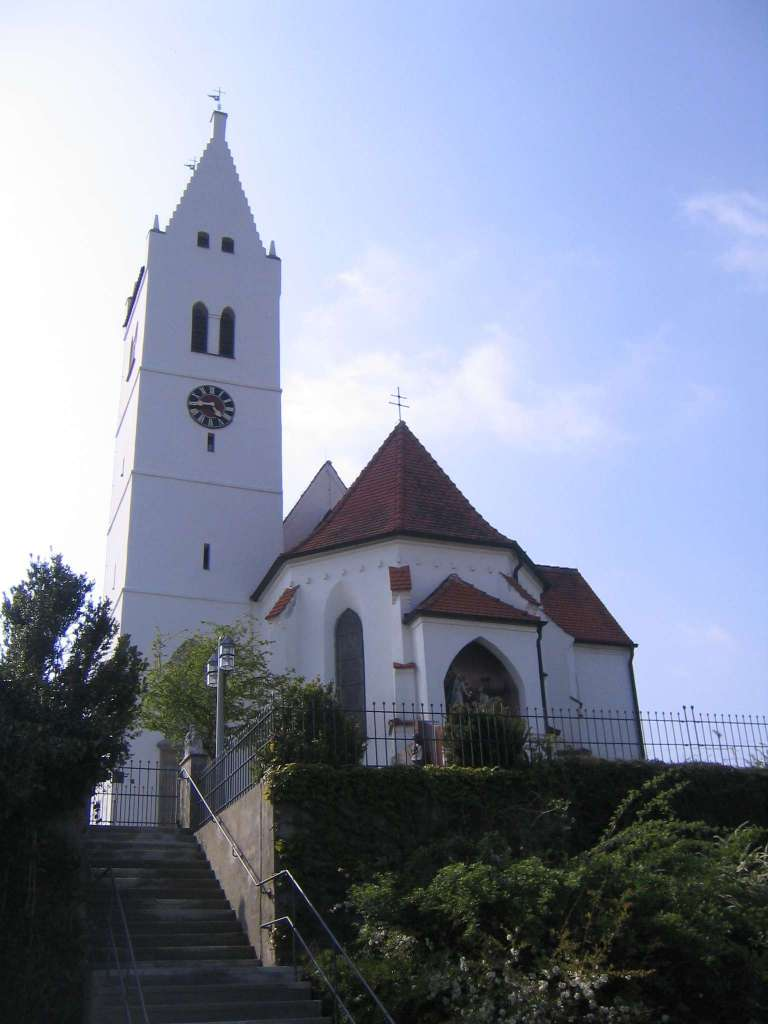
La chiesa di Fleinhausen.

La chiesa parrocchiale di San Nicola sorge su una collina artificiale al centro del paese, circondata dal cimitero. L'edificio attuale risale al 1474 e, come l'antica torre della sella, presenta ancora all'esterno forme gotiche.
Come luogo di pellegrinaggio fu visitato dai paesi vicini e da quelli più remoti fino al 1805. La funzione si svolgeva in onore della “croce miracolosa” di Fleinhausen. Da questo momento si registrano 454 preghiere esaudite.
La chiesa parrocchiale fu restaurata nel 1930 e la canonica, edificata nel 1779, nel 1941.